# 태풍 민들레 (2004년)
태풍 민들레 (Typhoon Mindulle)는 2004년 제7호 태풍이다. 필리핀, 대만, 중국에 영향을 주었다. 민들레는 조선민주주의인민공화국에서 제출한 이름으로 민들레를 의미한다.

## 같이 보기
- 2004년 태풍